# Cova del Pi
La cova del Pi o cova de la Font és un abric del municipi de Tivissa (Ribera d'Ebre) amb representacions de pintura rupestre protegides com a Patrimoni de la Humanitat en el conjunt de l'Art rupestre de l'arc mediterrani de la península Ibèrica. Forma part del conjunt de coves de Vilella, situades a l'esquerra del barranc de la Font Vilella, en la serra de Tivissa.
Es tracta d'un abric situat a l'esquerra del barranc, abans d'arribar a la font, que té uns 12,5 m de llarg i només 2,5 m de profunditat. A una alçada de mig metre del sòl hi ha un panell d'1 m d'ample, ple de figures esquemàtiques, totes elles en color roig clar, molt esborrades, algunes difícilment distingibles, sobretot pel fet d'estar cobertes per una lleugera capa estalagmítica. La major part de les figures representen homes esquemàtics, cinc dels quals són de tipus cruciforme, que semblen en actitud de dansa (tenint una cama dreta i l'altra doblegada i agafant-se el cap entre les mans).
A la part esquerra del grup hi ha signes difícils d'interpretar, així com entre les figures de la dreta, on apareixen unes taques de color que podrien ser figures esborrades, una de les quals sembla un genet amb llança.
La cova va ser descoberta l'any 1921 per Jaume Poch. L'accés és difícil i la cova està tancada al públic.